# Beatrice van York
Beatrice Elizabeth Mary Mountbatten-Windsor (Londen, 8 augustus 1988) is een prinses van het Verenigd Koninkrijk. Zij is een kleindochter van de Britse koningin Elizabeth II en de oudste dochter van prins Andrew en Sarah Ferguson. Haar jongere zus is prinses Eugenie (1990).

## Jeugd en opleiding
Beatrice werd gedoopt op 20 december 1988. Haar peetouders zijn David Armstrong-Jones, Jane Dawnay, Peter Palumbo, Gabrielle Greenall, en Carolyn Cotterell.
Beatrice deed in 2007 eindexamen aan de St George's School in Ascot. De prinses heeft een milde vorm van dyslexie. In 2011 studeerde Beatrice af.

## Huwelijk
De bruiloft van Beatrice en Edoardo Mapelli Mozzi (1983) was gepland op 29 mei 2020. Door de wereldwijde uitbraak van SARS-CoV-2 werd die uitgesteld. Op 17 juli 2020 trouwde het stel alsnog in kleine kring. De kerkelijke huwelijksvoltrekking werd gehouden in de Royal Chapel of All Saints in Windsor Castle.
Op 18 september 2021 beviel ze van een dochter. Haar man heeft nog een zoon uit een eerdere relatie. Op 22 januari 2025 werden de ouders van een tweede dochter Athena.